# 周晓峰
周晓峰（1964年—2022年1月2日），河北故城人，汉族，古贝春集团党委书记、董事长，第十一届全国人民代表大会山东地区代表。

## 生平
毕业于省委党校业余本科班经济管理专业，担任中国酿酒工业协会白酒专业委员会副理事长、古贝春集团有限公司董事长。2008年起担任全国人大代表。
1996年1月，他由县委指派接管濒临破产的古贝春，任集团总公司党委书记兼总经理，在不到两个月恢复产能，之后便一直在公司任职，2022年1月2日，他在董事长任内因病医治无效在北京逝世。